# Morgane Riou
Pour les articles homonymes, voir Riou.
Morgane Riou, née le 6 janvier 1986 à Nantes, est une triathlète française, multiple championne de France de cross triathlon, championne d’Europe de cross triathlon et cross duathlon

## Biographie

### Jeunesse
Morgane Riou commence le sport par la pratique de l’athlétisme pendant ses années de collège et jusqu'à l'âge de 17 ans où elle remporte plusieurs titres régionaux en cross-country. Elle s'engage sur des compétitions  nationales et internationales et commence la pratique du triathlon et du duathlon, où elle remporte en Italie une médaille de bronze aux championnats du monde de duathlon espoirs en 2008.

### Carrière en triathlon
En 2011, Morgane Riou prend part aux championnats du monde militaires de triathlon à Rio de Janeiro et termine à la 25e position du classement général. 
Sur le circuit national et international de cross triathlon, elle participe à la première édition et termine deuxième du championnats de France de triathlon cross en 2013 avant de le remporter en 2015, après avoir pris la seconde place en 2014. Sortie de l’eau avec deux minutes d'avance sur sa première poursuivante Laurence Buffet, elle creuse l’écart sur la partie VTT et n’est plus inquiétée jusqu'à la ligne d'arrivée. Aux championnats d'Europe de triathlon cross en Sardaigne en 2014, elle prend la 7e place de la compétition et finit à la 17e des mondiaux de cette spécialité en 3 h 23 min 12 s lors des championnats à Zittau en Allemagne.
À partir de 2016, pour sa seconde année en tant que professionnelle, elle se consacre plus particulièrement au cross triathlon sur le circuit Xterra et remporte son premier succès sur l'épreuve de Malte, en prenant la seconde place derrière la hongroise Brigitta Poor. En 2017, elle participe à plusieurs étapes du circuit Xterra ou elle monte sur plusieurs podiums du circuit international et remporte sa première victoire sur l'étape de la République Dominicaine. Cette même année, elle collationne aussi son second titre national dans cette spécialité.
En 2018, elle remporte son premier succès sur le circuit européen de Xterra, à l'issue d'une course très disputée. Sortie dans le « top 10 » de la natation, elle refait son retard et prend le contrôle de la course sur la partie vélo. Dominatrice dans la partie course à pied, elle accroche un premier titre de prestige et confirme sa montée en puissance dans le domaine du cross triathlon international. Elle termine à la quatrième place du championnat du monde de la Fédération internationale de triathlon à Fyn.
Elle participe au championnat de France de cross triathlon et termine l'épreuve victorieusement avec plusieurs minutes d'avance sur ses poursuivantes. Elle est toutefois disqualifiée par l'arbitre de ligne pour avoir franchi la ligne d'arrivée avec son dossard non visible . Elle fait appel de cette décision devant la Commission sportive nationale, estimant que la faute est mineure et cette disqualification imméritée, la privant de son 4e titre national dans cette spécialité. Elle récupère ce quatrième titre à la suite de la demande de conciliation faite auprès du Comité national olympique et sportif français qui demande son reclassement à la Fédération française de triathlon (FFTri). Le bureaux exécutif de cette dernière, émet le 30 novembre 2018, un avis favorable à cette demande et annule cette disqualification, ainsi que celle de tous les triathlète disqualifiés pour les mêmes raisons.
En 2019, elle domine largement les championnats d'Europe de triathlon cross et duathlon cross et remporte les deux titres de championne d'Europe de ces spécialités, confirmant la progression de son niveau sportif à un stade international.

### Vie professionnelle
Morgane Riou est ingénieur en chef de l'armement (ICA) au sein de la direction générale de l'Armement (DGA). Issue de l’École Polytechnique (X2006), elle soutient une thèse à l'École Normale Supérieure (Paris) puis prend en 2014 la tête du département de toxicologie au sein de la DGA. Elle est titulaire d'un doctorat en neurobiologie obtenu en 2014.

## Palmarès
Le tableau présente les résultats les plus significatifs (podium) obtenus sur le circuit national et international de triathlon et de duathlon depuis 2004.
| Année                                     | Compétition                               | Pays               | Position           | Temps           |
| ----------------------------------------- | ----------------------------------------- | ------------------ | ------------------ | --------------- |
| 2021                                      | Championnat d'Europe de duathlon cross    | Italie             | Médaille d'or      | 2 h 37 min 34 s |
| Championnats de France de triathlon cross | France                                    | Médaille d'or      | 1 h 51 min 9 s     |                 |
| 2020                                      | Championnats de France de triathlon cross | France             | Médaille d'or      |                 |
| 2019                                      | Championnat d'Europe de triathlon cross   | Roumanie           | Médaille d'or      | 2 h 0 min 8 s   |
| Championnat d'Europe de duathlon cross    | Roumanie                                  | Médaille d'or      | 1 h 56 min 42 s    |                 |
| Xterra France                             | France                                    | Médaille d'or      | 3 h 34 min 17 s    |                 |
| Xterra Italie Garda                       | Italie                                    | Médaille d'or      | 3 h 10 min 3 s     |                 |
| Xterra Belgium                            | Belgique                                  | Médaille d'or      | 3 h 11 min 10 s    |                 |
| Xterra Czech Republic                     | Tchéquie                                  | Médaille d'or      | 3 h 1 min 3 s      |                 |
| 2018                                      | Xterra Belgique                           | Belgique           | Médaille d'or      |                 |
| Championnats de France de triathlon cross | France                                    | Médaille d'or      |                    |                 |
| 2017                                      | Championnats de France de triathlon cross | France             | Médaille d'or      | 2 h 59 min 46 s |
| Championnat d'Europe de triathlon cross   | Roumanie                                  | Médaille d'argent  | 2 h 2 min 51 s     |                 |
| Xterra Argentine                          | Argentine                                 | Médaille d'argent  | 3 h 2 min 40 s     |                 |
| Xterra Chili                              | Chili                                     | Médaille de bronze | 2 h 59 min 58 s    |                 |
| Xterra Chypre                             | Chypre                                    | Médaille d'argent  | 3 h 13 min 19 s    |                 |
| Xterra Belgique                           | Belgique                                  | Médaille de bronze | 3 h 23 min 52 s    |                 |
| Xterra Suisse                             | Suisse                                    | Médaille de bronze | 2 h 35 min 26 s    |                 |
| Xterra Canada                             | Canada                                    | Médaille d'argent  | 2 h 31 min 43 s    |                 |
| Xterra Mexique                            | Mexique                                   | Médaille de bronze | 3 h 8 min 56 s     |                 |
| Xterra République Dominicaine             | République dominicaine                    | Médaille d'or      | 3 h 0 min 5 s      |                 |
| 2016                                      | Championnats de France de triathlon cross | France             | Médaille d'or      | 1 h 49 min 8 s  |
| Xterra Malte                              | Malte                                     | Médaille d'argent  | 2 h 44 min 21 s    |                 |
| Xterra Belgique                           | Belgique                                  | Médaille de bronze | 3 h 12 min 30 s    |                 |
| 2015                                      | Championnats de France de triathlon cross | France             | Médaille d'or      | 2 h 4 min 25 s  |
| 2014                                      | Championnats de France de triathlon cross | France             | Médaille d'argent  | 1 h 55 min 17 s |
| 2013                                      | Championnats de France de triathlon cross | France             | Médaille d'argent  | 1 h 51 min 0 s  |
| 2004                                      | Championnat de France de duathlon         | France             | Médaille de bronze | 1 h 9 min 21 s  |